# Club Nouveau
I Club Nouveau sono un gruppo musicale R&B-pop statunitense attivo dal 1986.

## Storia del gruppo
Il gruppo è originario di Sacramento (California) ed è stato fondato dal produttore e musicista Jay King dopo lo scioglimento dei Timex Social Club. Il nome del gruppo è in lingua francese ed è stato scelto per il suo significato. Il gruppo ha firmato un contratto con la Warner Bros. Records, che ha pubblicato i primi tre album. Una loro versione del brano Lean on Me di Bill Withers ha vinto, nell'ambito dei Grammy Awards 1988, il Grammy Award alla miglior canzone R&B.

## Formazione
Attuale
- Jay King
- Valerie Watson English
- Samuelle Prater
- Juan Blair
- Fred White
- Pierre Parker
- Angelo Dominguez
- Dave Stone

Ex membri
- Denzil Foster
- Thomas McElroy
- Kevin Irving
- David Agent
- Roque LaCrosby
- Walter Phillips
- James L. Richard II
- Mario Corbino
- Tyrone Duncan

## Discografia
Album studio
- 1986 - Life, Love & Pain
- 1988 - Listen to the Message
- 1989 - Under a Nouveau Groove
- 1992 - A New Beginning
- 1995 - Everything Is Black
- 2015 - Consciousness